# Traffic Crossing Leeds Bridge

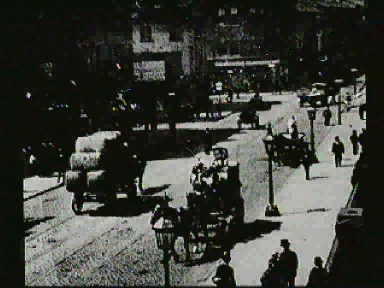
Trafik på Leeds Bridge.

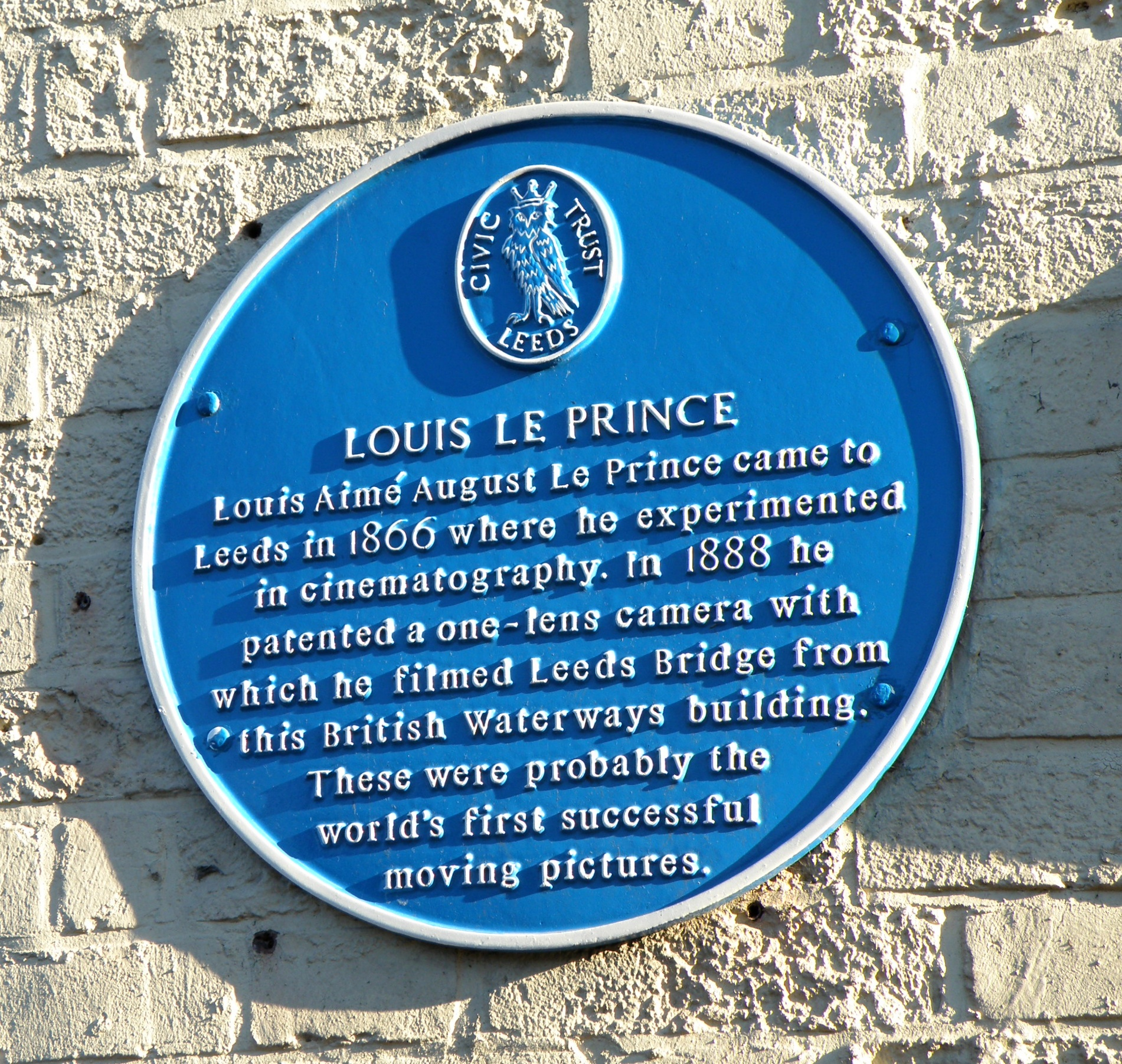
Leeds

Traffic Crossing Leeds Bridge är en kortfilm av Louis Aimé Augustin Le Prince 1888, världens näst första film. Denna film visades för allmänheten i Leeds samma år, vilket var den första filmvisningen. I filmen ses hästtrafik och gående på gatan på Leeds Bridge, dock finns idag endast två sekunder film bevarat.